# Rio Ferdinand
Rio Gavin Ferdinand (Londres; 7 de noviembre de 1978), más conocido como Rio Ferdinand, es un exfutbolista inglés que desarrolló la mayor parte de su carrera en el Manchester United. Se desempeñó como defensa central. Actualmente trabaja para la cadena BT Sport como comentarista.
Su ascendente carrera lo llevó a debutar con la selección de Inglaterra a los 19 años de edad, cuando enfrentó al seleccionado de Camerún en 1997. Ha asistido a tres Copas Mundiales (Francia 98, Corea-Japón 2002 y Alemania 2006). Nunca disputó una Eurocopa, en 2004 debido a una sanción por no realizarse un test antidopaje y en 2008 porque Inglaterra no se clasificó. A lo largo de su carrera ha ganado 6 campeonatos de la Premier League, 3 Carling Cup, 3 FA Community Shield, una Copa de Campeones de la UEFA y una Copa Mundial de Clubes de la FIFA.
Rio es hermano del defensor del Reading Anton Ferdinand y primo del exfutbolista de Newcastle United F.C., Tottenham Hotspur F.C. y de la selección inglesa Les Ferdinand. Fuera del ámbito deportivo, ha sido anfitrión de un programa de televisión, productor de cine y editor de una revista.
Con su traspaso al Manchester United en 2002 por 46 millones de euros, se convirtió en el fichaje más caro de la historia de la Premier League en aquel momento, récord que fue igualado en 2006 por Andriy Shevchenko al marchar al Chelsea FC. Aquel traspaso es también el más caro de la historia del fútbol por un defensor, sin llegar a alcanzarse dicha cifra hasta 2014, pagada por el Paris Saint-Germain por el fichaje de David Luiz.

## Biografía
La carrera de Ferdinand empezó en 1992, en la cantera del West Ham United. Firmó como profesional y jugó por primera vez en la Premier League inglesa el 5 de mayo de 1996. Hizo su debut por la selección de Inglaterra en 1997 contra la selección de Camerún.
En noviembre de 2000, Ferdinand firmó con Leeds United por 18 millones de libras (~25 millones de €), un récord en Inglaterra.
Después de la Copa Mundial de Fútbol de 2002, en la que Ferdinand era uno de los mejores jugadores de la selección de Inglaterra, firmó con Manchester United por £30 millones (~€45 millones); por segunda vez fue el jugador más caro en Inglaterra. En su primera temporada con Manchester United, ganó la Premier League.
Rio se convirtió en pieza indiscutible en la zaga de los "Red Devils" junto a Nemanja Vidic. En 2008, Rio ganó su primera y última Champions League con el Manchester United tras vencer 6-5 en la tanda de penaltis al Chelsea F.C
En septiembre de 2003, Ferdinand no realizó una prueba antidopaje. Alegó que se olvidó porque estaba preocupado, debido a que se estaba mudando. La asociación de fútbol inglesa le impuso una sanción de 8 meses. Por eso, Ferdinand no jugó la Eurocopa de 2004, en Portugal. Perdió su posición en el equipo nacional ante John Terry del Chelsea F.C.. Sin embargo, en mayo de 2006, Ferdinand fue seleccionado en el equipo provisional de la selección de Inglaterra para jugar en la Copa Mundial de Fútbol de 2006 en Alemania.
En 2015 contrajo matrimonio con Rebecca Ellison con  quien tuvo tres hijos, sin embargo, en el 2015 su esposa falleció de cáncer mientras el defensor jugaba para los QPR. Posteriormente en 2019 se casó de nuevo, esta vez con Kate Wright. En junio de 2020, él y su mujer anunciaron que la pareja estaba esperando su primer hijo y el cuarto de Río. 

## Retiro profesional
Tras el descenso de su club, el Queens Park Rangers, el 30 de mayo de 2015, Ferdinand anunció su retiro del fútbol profesional tras la muerte de su esposa Rebecca Ellison.

## Selección nacional
Ha sido internacional con la selección de fútbol de Inglaterra en 87 ocasiones y ha marcado 3 goles.

### Participaciones en Copas del Mundo
| Mundial                        | Sede                  | Resultado        |
| ------------------------------ | --------------------- | ---------------- |
| Copa Mundial de Fútbol de 1998 | Francia               | Octavos de final |
| Copa Mundial de Fútbol de 2002 | Corea del Sur y Japón | Cuartos de final |
| Copa Mundial de Fútbol de 2006 | Alemania              | Cuartos de final |

#### Goles internacionales
| N.º | Fecha                    | Estadio                                           | Rival      | Gol | Resultado | Competición                 |
| --- | ------------------------ | ------------------------------------------------- | ---------- | --- | --------- | --------------------------- |
| 1   | 15 de junio de 2002      | Estadio del Gran Cisne de Niigata, Niigata, Japón | Dinamarca  | 0-1 | 0-3       | Mundial 2002                |
| 2   | 12 de septiembre de 2007 | Estadio de Wembley, Londres, Inglaterra           | Rusia      | 3-0 | 3-0       | Clasificación Eurocopa 2008 |
| 3   | 11 de octubre de 2008    | Estadio de Wembley, Londres, Inglaterra           | Kazajistán | 1-0 | 5-1       | Clasificación Mundial 2010  |

## Clubes

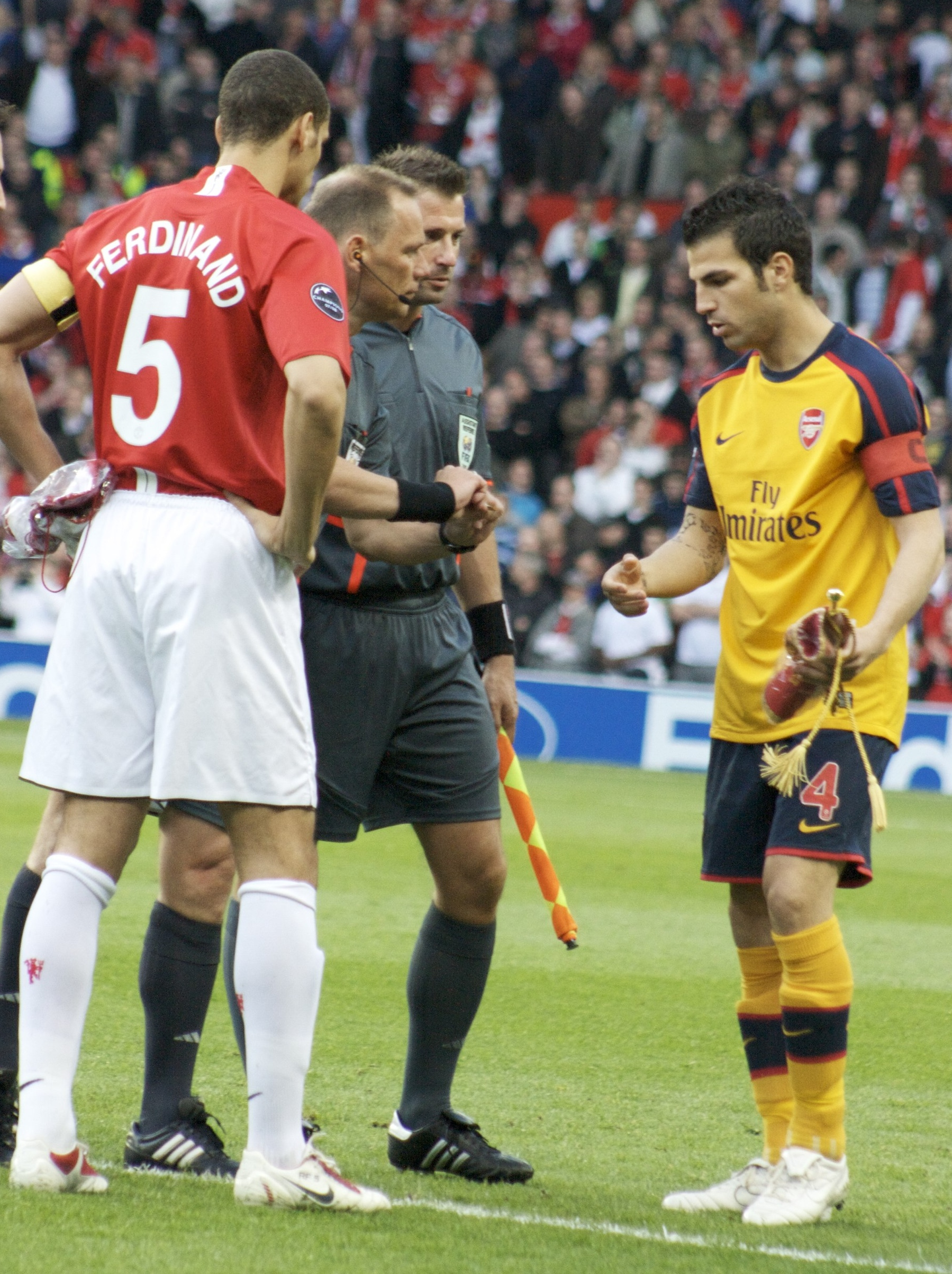
Rio Ferdinand junto a Cesc Fàbregas en el saludo habitual entre capitanes antes de un partido.

| Club                 | País       | Año       | Partidos | Goles |
| -------------------- | ---------- | --------- | -------- | ----- |
| West Ham United      | Inglaterra | 1996-2000 | 158      | 2     |
| Bournemouth (cedido) | Inglaterra | 1996      | 11       | 0     |
| Leeds United         | Inglaterra | 2000-2002 | 73       | 3     |
| Manchester United    | Inglaterra | 2002-2014 | 455      | 8     |
| Queens Park Rangers  | Inglaterra | 2014-2015 | 12       | 0     |
| Total                | Total      | Total     | 710      | 13    |

## Palmarés

### Campeonatos nacionales
| Título              | Club              | País       | Año     |
| ------------------- | ----------------- | ---------- | ------- |
| Premier League      | Manchester United | Inglaterra | 2002-03 |
| Community Shield    | Manchester United | Inglaterra | 2003    |
| FA Cup              | Manchester United | Inglaterra | 2003-04 |
| Football League Cup | Manchester United | Inglaterra | 2006    |
| Premier League      | Manchester United | Inglaterra | 2006-07 |
| Community Shield    | Manchester United | Inglaterra | 2007    |
| Premier League      | Manchester United | Inglaterra | 2007-08 |
| Community Shield    | Manchester United | Inglaterra | 2008    |
| Football League Cup | Manchester United | Inglaterra | 2009    |
| Premier League      | Manchester United | Inglaterra | 2008-09 |
| Football League Cup | Manchester United | Inglaterra | 2010    |
| Community Shield    | Manchester United | Inglaterra | 2010    |
| Premier League      | Manchester United | Inglaterra | 2010-11 |
| Community Shield    | Manchester United | Inglaterra | 2011    |
| Premier League      | Manchester United | Inglaterra | 2012-13 |

### Campeonatos internacionales
| Título                 | Club              | Sede  | Año     |
| ---------------------- | ----------------- | ----- | ------- |
| Copa Intertoto         | West Ham          | Metz  | 1999    |
| UEFA Champions League  | Manchester United | Moscú | 2007/08 |
| Copa Mundial de Clubes | Manchester United | Japón | 2008    |